# Daren Kagasoff
Daren Maxwell Kagasoff (Encino, California; 16 de septiembre de 1987) es un actor estadounidense, más conocido por haber interpretado a Ricky Underwood en la serie de televisión de ABC Family The Secret Life of the American Teenager.

## Biografía
Kagasoff nació en Encino, California, hijo de una diseñadora y de un joyero de diamantes. Él es el segundo de sus tres hijos, tiene un hermano mayor llamado, Justin, y una hermana menor llamada, Natalie. Asistió al Montclair para cursar la escuela secundaria y participó en el equipo de béisbol de su escuela de A MCP, además su mejor amigo fue Saachi Cywinski, ha logrado mantener su sólida amistad. Asistió a la escuela State University en San Francisco, luego decidió convertirse en actor. Se mudó a Los Ángeles, y obtuvo un personaje principal en una producción teatral de Suburbia, que ha sido adaptada para una película producida en 1996 del mismo nombre.

## Carrera
Después de tomar clases de actuación, Kagasoff comenzó a participar en producciones de televisión y luego en el cine. En una de sus primeras actuaciones, fue cuando actuó junto a Brenda Hampton interpretando su personaje de Ricky Underwooden la serie de televisión de ABC Family, en The Secret Life of the American Teenager.
En enero del 2010 en la cadena VMAN, en una entrevista dio a conocer diciendo que en sus celebridades le gustaría que lo compararan con Leonardo DiCaprio y Emile Hirsch. También dijo que a pesar de sus actuaciones en televisión, que le gustaría participar en películas y obras teatrales. Por su personaje de Ricky Underwood en Secret Life, ha sido comparado con Luke Perry tras interpretar su personaje de Beverly Hills, 90210.
En el 2014 actuó en la película de terror Ouija.

## Filmografía
| Televisión | Televisión                               | Televisión                | Televisión   |
| Año        | Título                                   | Personaje                 | Notas        |
| ---------- | ---------------------------------------- | ------------------------- | ------------ |
| 2008–2013  | The Secret Life of the American Teenager | Richard "Ricky" Underwood | 80 episodios |
| Cine       |                                          |                           |              |
| Año        | Título                                   | Personaje                 | Notas        |
| 2014       | Ouija                                    | Trevor                    |              |